# Tierkrematorium
In einem Tierkrematorium werden, ähnlich der Feuerbestattung beim Menschen, Tiere eingeäschert. Zumeist handelt es sich dabei um Heimtiere wie Hunde und Katzen, deren Besitzer keine Entsorgung über eine Tierkörperbeseitigungsanlage wünschen.

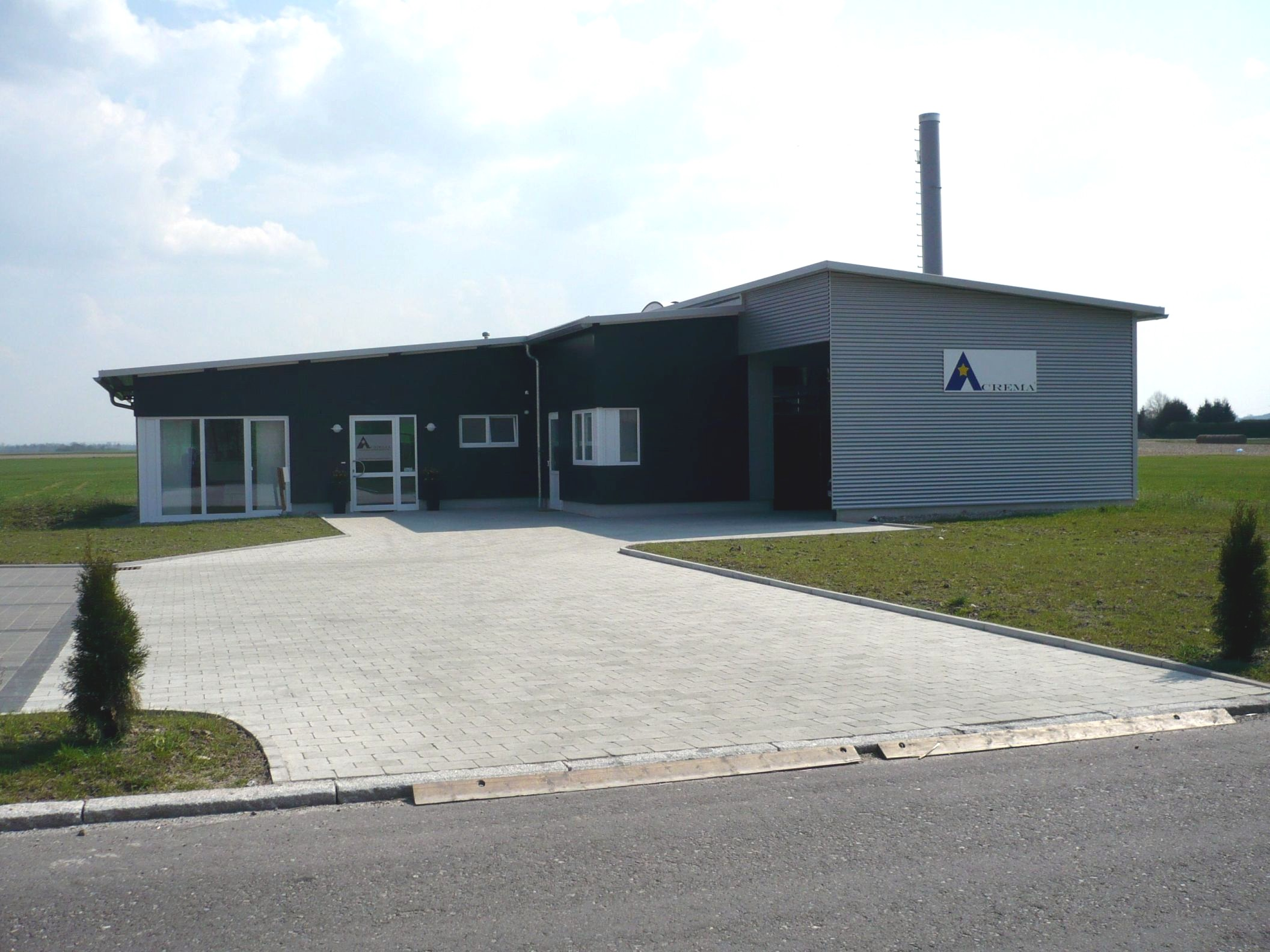
Beispiel eines Tierkrematoriums

## Allgemeines
Die Kremierung von Haustieren und die Beisetzung derer Asche hat in den letzten Jahren als alternative Möglichkeit zur Tierbestattung an Bedeutung zugenommen. Dabei werden in speziell dafür errichteten Tierkrematorien, ähnlich einer Feuerbestattung beim Menschen, Tiere nach ihrem Tod eingeäschert, wobei es sich in erster Linie um Heimtiere wie Hunde, Katzen und Kleintiere handelt. Für die Bestattung von Pferden sind in Deutschland Ende 2021 drei Verbrennungsbetriebe zugelassen und in Betrieb. In Österreich gibt es bislang ein Tierkrematorium, welches neben der Einäscherung von Haustieren auch jene von Großtieren (wie z. B. Equiden) anbietet.
Im Unterschied zu Humankrematorien können Tierkrematorien direkt vom Tierhalter oder Tierarzt angesprochen und beauftragt werden. Auch für die Übergabe der Asche kann der Tierhalter seine Wünsche äußern.

## Geschichte und heutige Situation
Die Geschichte der Tierbestattung geht auf eine jahrtausendealte Tradition zurück. Bereits im alten Ägypten wurden Begräbnisstätten für Tiere, die als heilig galten, eingerichtet. Katzen und Hunde, Falken und Ibis wurden mumifiziert in eigenen Friedhofsanlagen beigesetzt. Und auch Friedrich der Große ließ sich neben seinen Lieblingshunden Biche und Alcmène beisetzen.
Die Einäscherung von Haustieren hat jedoch, abgesehen von Seuchen- und Kriegszeiten im Mittelalter, keine Tradition in Deutschland. In anderen europäischen Ländern, in denen mit der Feuerbestattung seit jeher liberaler umgegangen wird, wie z. B. in den Niederlanden oder Frankreich, hat auch die Kremierung von Tieren eine längere Tradition. In Deutschland haben Haustiere allgemein zwar einen sehr hohen Stellenwert, jedoch wird über deren Verbleib nach dem Tod oft nur sehr selten nachgedacht oder gesprochen.
Dies ist jedoch gerade im Umbruch. Es ist längst kein Zeichen mehr von übertriebener Zuneigung mehr, um ein Tier zu trauern. Schließlich handelt es sich bei Haustieren um fühlende, denkende und kommunizierende Lebewesen, die über Jahre zu Familienmitgliedern werden. Respektvoller Umgang mit Tieren ist nicht nur im Tierschutz gesetzlich vorgeschrieben, sondern wird zunehmend auch gesellschaftlich gefördert und gefordert. Vor allem der unabhängige Verbleib der Asche passt zum modernen Lebenswandel der Tierhalter. Die Asche kann so z. B. bei Umzügen jederzeit mitgenommen werden – was bei einem begrabenen Tier nicht so einfach ist.
Ein Zeichen dieser Entwicklung ist die steigende Anzahl von neuen Tierkrematorien in Deutschland. In den 1990er Jahren wurde in München das erste Tierkrematorium Deutschlands eröffnet. Weitere zwanzig in Süd- und Norddeutschland folgten bis zum heutigen Tag.

## Alternative Möglichkeiten
Zur Verbringung eines verstorbenen Haustieres in ein Tierkrematorium gibt es drei Alternativen, insgesamt werden jedoch knapp 90 % der Heimtiere entweder zur Entsorgung in eine Tierkörperbeseitigungsanlage gegeben oder werden im Garten vergraben.

### Alternative 1 – Entsorgung
Die heute üblichste Alternative ist Entsorgung des Haustiers in einer Tierkörperbeseitigungsanlage (TBA). Der Tierhalter lässt das Tier beim Tierarzt und bezahlt einen Unkostenbeitrag. Der Tierarzt lagert das Tier ein und veranlasst eine Abholung durch die nächstgelegene TBA. Ein Kadaver-Sammelfahrzeug (vergleichbar mit einem Müllfahrzeug) holt dann die Tierkörper ab und verbringt sie zur Anlage, wo sie mit anderen sogenannten tierischen Nebenprodukten der Kategorie 1 (K1-Material), das „nur zur Entsorgung“ zugelassen ist (darf also weder zum menschlichen Verzehr, als Tierfutter oder in industriellen Produkten Verwendung finden), zerkleinert, sterilisiert und weiterverarbeitet werden. Produkte, die aus dieser Masse entstehen, sind z. B. Tiermehl als Energieträger für Zementfabriken, Schmieröl oder Biodiesel.
Diese Entsorgung der Tierkörper ist laut aktueller Bundesgesetzgebung durch das Tierische Nebenprodukte-Beseitigungsgesetz (TierNebG), das auf der EU-Richtlinie 1774/2002 basiert, vorgegeben.

### Alternative 2 – Vergraben
In der Verordnung zur Durchführung des Tierische Nebenprodukte-Beseitigungsgesetzes (TierNebV) hat der Gesetzgeber eine Ausnahme zugelassen, die je nach Landkreis oder Stadt unterschiedlich gehandhabt wird:
Demnach dürfen einzelne Haustiere nach Teil 6, § 27 Ausnahmen, dieser nationalen Verordnung Garten vergraben werden
- soweit diese auf geeigneten und von der zuständigen Behörde hierfür besonders zugelassenen Plätzen oder
- auf einem dem Tierhalter gehörenden Gelände
- jedoch nicht in Wasserschutzgebieten und
- nicht in unmittelbarer Nähe öffentlicher Wege und Plätze, vergraben werden und
- mit einer ausreichenden, mindestens 50 Zentimeter starken Erdschicht, gemessen vom Rand der Grube, bedeckt sind.

Das Vergraben von Haustieren auf andere Art oder in anderen Orten, z. B. in Wäldern, ist somit verboten und kann bei Zuwiderhandlung eine Strafe von bis zu 20.000 € nach sich ziehen.
Die meisten Tierärzte raten vom Vergraben der Haustiere ab. Ein Grund hierfür ist, dass andere Tiere (z. B. nachfolgende Haustiere oder wild lebende Tiere) den Kadaver wieder ausgraben können. Bei eingeschläferten und/oder zuvor erkrankten Tieren existiert zudem das Risiko, dass Medikamente in das Grundwasser und somit auch in den Nahrungskreislauf des Menschen gelangen können. Auch die sehr lange Verwesungszeit spricht gegen das einfache Begraben von Tieren. Jedoch wird diese Form vor allem im ländlichen Raum noch recht häufig praktiziert.

### Alternative 3 – Tierfriedhof
Scheiden für einen Tierhalter diese beiden Möglichkeiten aus, entweder weil er sein Tier nach langjährigem Zusammenleben in würdiger Form beisetzen will oder weil die örtlichen oder persönlichen Gegebenheiten gegen eine Beisetzung auf dem eigenen Grundstück sprechen, kann er sich an einen speziell hierfür ausgewiesenen Tierfriedhof wenden, und dort ein Grab für das Tier erwerben. Dies läuft im Rahmen eines Miet- und Pflegevertrages meist über 5 Jahre mit Verlängerungsmöglichkeit und kostet je nach Friedhof und Größe des Tieres etwa 300–800 € zuzüglich Grabstein, Schild oder Sonderwünschen.

## Aufbau eines Tierkrematoriums

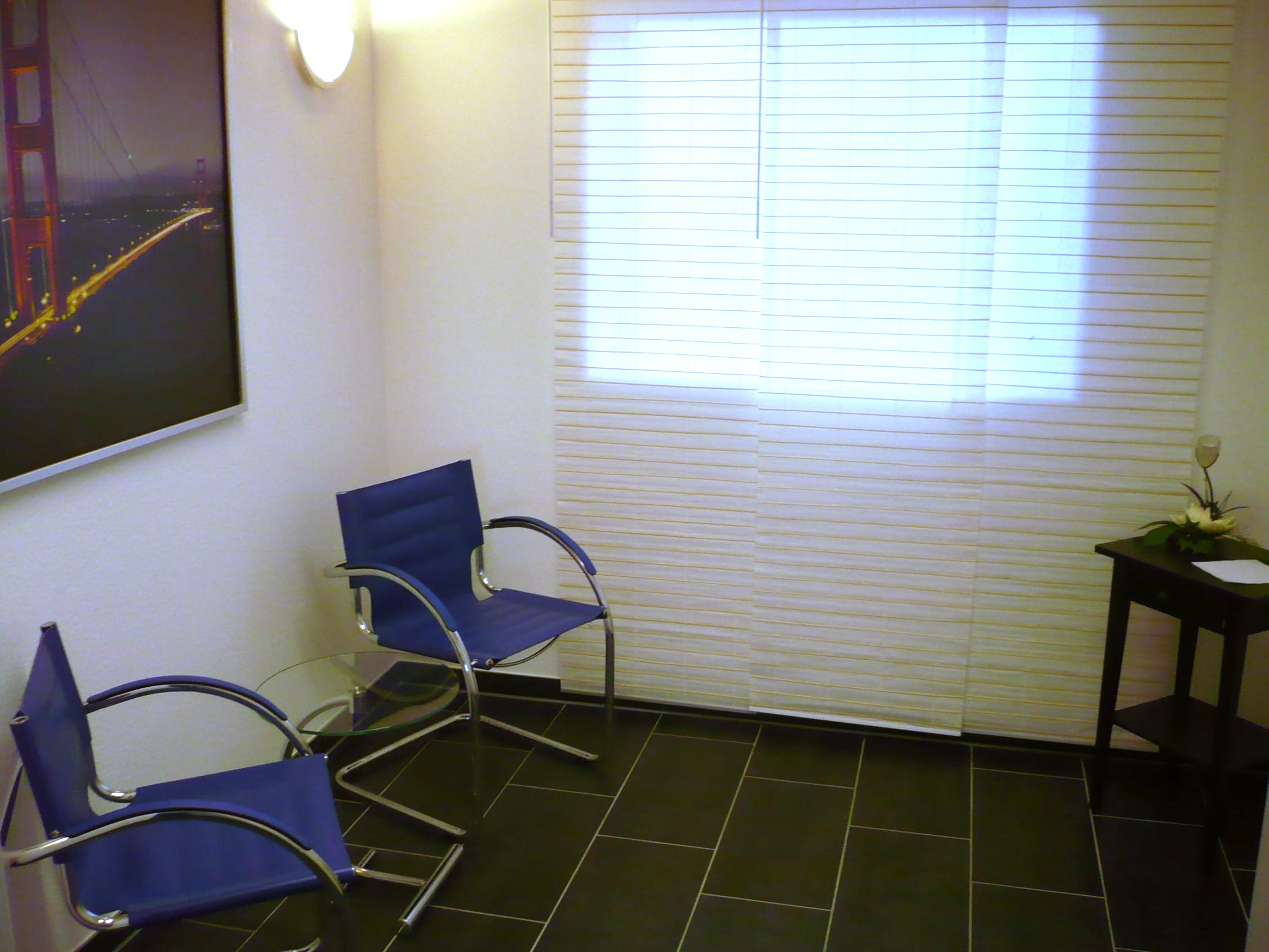
Beispiel für einen Abschiedsraum

Eine weitere Möglichkeit ist es, sich direkt an das nächstgelegene Tierkrematorium zu wenden.
Im Unterschied zur Bestattung beim Menschen ist es hierbei nicht vorgeschrieben, sich eines Bestatters zu bedienen. Da Tierbestatter nur in Einzelfällen über ein eigenes Krematorium verfügen, werden verstorbene Tiere vom Tierhalter oder dem Tierarzt abgeholt, in den eigenen Geschäftsräumen gesammelt und routinemäßig in ein Tierkrematorium überführt und die Asche von kremierten Tieren bei der Rückfahrt mitgenommen. Eine Anwesenheit des Tierhalters im Krematorium ist dann üblicherweise mit hohem Zeit- und Kostenaufwand verbunden. Aus diesem Grund wenden sich immer mehr Tierhalter direkt an ein Tierkrematorium in ihrer Nähe, das über die entsprechenden Einrichtungen für den Publikumsverkehr aufweist.
Tierkrematorien verfügen zudem zumeist selbst über spezielle Abholfahrzeuge, mit denen sie verstorbenen Tiere abholen. Ein Qualitätsmerkmal, an dem ein Tierhalter ein gutes Tierkrematorium (oder einen guten Tierbestatter) erkennt, ist ein speziell hierfür ausgestattetes Kühlfahrzeug, das dazu dient, den Verwesungsprozess des Tierkörpers bereits während der Fahrt zu minimieren. Pietätvolle Anbieter verzichten zudem auf Fahrzeugwerbung, um vor der Arztpraxis oder dem Privathaus diskret auftreten zu können und nicht die Eigenwerbung in den Vordergrund zu stellen.
Ein modernes Tierkrematorium verfügt über die folgenden Bereiche:
- Öffentlichkeitsbereich mit Empfang, Aufenthaltsbereich (meist mit Urnenausstellung/-vitrinen) und Abschiedsraum mit den Möglichkeiten,
  - vom verstorbenen Tier nochmals Abschied zu nehmen (je nach Bundesland mit direkter Aufbahrung – z. B. Bayern oder durch eine Glasscheibe – z. B. Baden-Württemberg)
  - durch ein Fenster oder über eine Kamera, den Einfahrvorgang in den Ofen zu beobachten
  - während des kompletten Kremationsvorgangs anwesend zu sein
  - die Asche in einer Urne oder anderen Behältnis in Empfang zu nehmen.

Die Außenanlage sollte dem Betriebszweck entsprechend dezent und würdig gestaltet sein, was bereits bei einer Standortwahl für ein Neuprojekt von Bedeutung ist.
- Technikbereich

mit Ofenraum, in welchem sich der Kremationsofen mit der Abgasreinigung die Eingangsstation mit Waage, ein Kühlraum oder eine Kühlzelle, die Aschebehandlung mit Urnenbefüllung sowie eine Reinigungs- und Desinfektionsstation für Betriebsmittel (Wannen, Fahrzeug usw.) befinden.
- Verwaltungsbereich

mit den Büros, Aufenthaltsraum für Mitarbeiter und Sozialbereich mit Schleuse für die Trennung zwischen Betrieb und Aufenthalt

## Ablauf einer Kremation

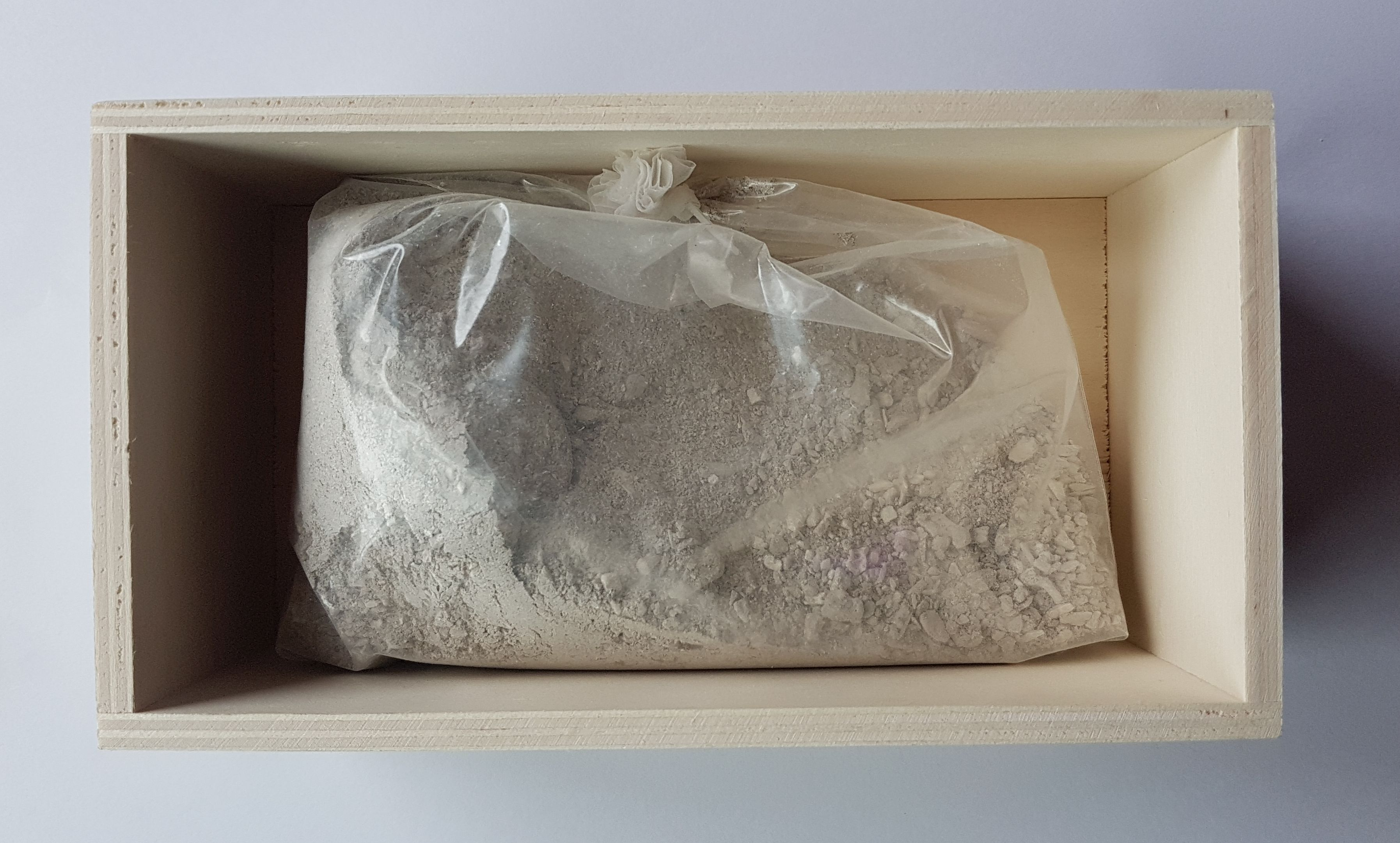
Asche (0,7 kg) eines Labradormischlings mit einem Lebendgewicht von 27 kg

Generell bieten Tierkrematorien zwei Formen der Einäscherung an:
Bei der Sammelkremation werden Tiere gemeinsam eingeäschert. Da hierbei die Asche mehrerer Tiere gemeinsam anfällt, wird keine Asche an die Tierbesitzer mehr herausgegeben. Stattdessen wird diese vom Tierkrematorium beigesetzt oder auf einer Streuwiese verstreut.
Bei der Einzelkremation werden die Tiere in einzelnen, markierten Zonen des Ofens – völlig getrennt voneinander – eingeäschert. Die Asche bleibt unvermischt und vollständig. Sie wird dem Tierhalter in einer Urne, einem Aschekarton oder einem Aschesäckchen übergeben. Dem Tierhalter steht es dann frei, ob er die Asche zu Hause aufbewahren möchte oder sie an einem Ort der Erinnerung bestattet oder verstreut.
Da ein moderner Kremationsofen den Öfen ähnelt, wie sie bei der Feuerbestattung für Menschen eingesetzt werden, ist auch der Ablauf der Tierkremation ähnlich. Grundsätzlich beginnt es mit der Anlieferung, bzw. Abholung des Tieres. Tierhalter können sich meist ganz einfach telefonisch mit dem nächsten Tierkrematorium in Verbindung setzen und alle Formalitäten, Termine oder Fragen klären. Ob sie ihr Tier abholen lassen oder selbst anliefern, bleibt ihren Möglichkeiten und Wünschen vorbehalten.
In jedem Fall werden nach Anlieferung die Daten des Tieres, des Tierhalters und gegebenenfalls des Tierarztes, der die Einschläferung vorgenommen hat, aufgenommen. Anschließend wird das Tier gewogen und in einer Wanne bereit gelegt. In einige Tierkrematorien wird zu diesem Zeitpunkt auch ein Schamottestein mit einer Kontrollnummer beigelegt, um eine Verwechslung auszuschließen. Dieser Stein bleibt auch während der Einäscherungsphase beim Tier und wird bei einer Einzelkremierung anschließend mit der Asche in die Urne gegeben. Manche Tierkrematorien haben aber auch andere Systeme um Verwechselungen auszuschließen.
Kann das Tier nicht am gleichen Tage eingeäschert werden oder wünscht der Tierhalter einen individuellen Termin, um der Einäscherung beizuwohnen, wird das Tier zunächst in einem Kühlraum eingebettet. Dieser wird meist mit Temperaturen unter −10 °C/−15 °C betrieben und ist so dimensioniert, dass eine ausreichende Anzahl von Tieren gelagert werden kann.
Am Tag der Kremation des Tieres kann der Halter auf Wunsch nochmals in Ruhe Abschied nehmen, bevor der eigentliche Vorgang beginnt. Dazu wird das Tier auf einem Tisch oder Wagen nochmals präsentiert. Mit der Gestaltung des Ambientes wird der Situation oder den Wünschen des Tierhalters Rechnung getragen. Im Anschluss wird das Tier auf einen Einfahrwagen gebettet und nachdem die Freigabe seitens der Ofenbetriebs vorliegt, die Einfahrtüre geöffnet und der Einfahrwagen mit dem Tier eingefahren. Das Tier wird auf dem Ofenboden abgelegt und nachdem der Einfahrwagen wieder seine Ausgangsposition erreicht hat, die Ofentüre geschlossen.
Die Dauer richtet sich dabei nach der Größe des Tieres und kann von 30 Minuten bis zu 2,5 Stunden reichen. Während dieser Zeit erfolgt kein Eingriff in den automatisch ablaufenden Einäscherungsablauf. Bei der Einäscherung wird das Körpergewicht des Tieres auf etwa 3 % reduziert (Beispiel: bei einem Hund mit einem Lebendgewicht von 30 kg beträgt das Aschegewicht nach der Kremation etwa noch 0,8 bis 1 kg). Die Einäscherung eines Pferdes dauert bis zu 8 Stunden.
Nach Beendigung des Kremationsvorgangs wird die zurückgebliebene mineralisierte Asche des Tieres entweder über die Einfahröffnung oder über eine Aschetüre oder Ascheschacht auf der Ofenrückseite entnommen und nach der Abkühlphase mit dem Schamottestein in das Gefäß eingebracht, das der Tierhalter ausgesucht oder mitgebracht hat. Üblicherweise wird dieses anschließend dem Tierhalter im Abschiedsraum übergeben oder auf Wunsch auch zugeschickt.

## Sonstiger Leistungsumfang eines Tierkrematoriums
Moderne Tierkrematorien stellen neben ihrer eigentlichen Kerndienstleistung auch die Nähe zum Tierhalter in den Vordergrund. Sie bieten zumeist ohne Aufpreis selbst eine sehr nahe und persönliche Betreuung und Beratung an, die auch offensiv beworben wird. Somit positionieren sie sich in diesem Segment neben den sogenannten Tierbestattern.

## Gesetzliche Vorschriften zum Betrieb eines Tierkrematoriums
Tierkrematorien werden grundsätzlich nach der EU-Verordnung 1069/2009 zugelassen. Hierbei werden nach § 12 unterschieden:
- Anlagen niedriger Kapazität (Leistung < 50 kg/h)
- Anlagen hoher Kapazität (Leistung 50 kg/h und mehr)

Für Haustiere normaler Größe (Hunde bis ca. 70 kg Gewicht) ist eine Anlage niedriger Kapazität bei entsprechender Ofen- und Nachbrennkammer-Dimensionierung ausreichend.
Im Genehmigungsverfahren, das üblicherweise über das Baurecht mit maschinentechnischem Anhang nach dem BImSchG abläuft, kommen die Vorschriften für die Emissionsminderung im Abgas zum Tragen, wie sie in der TA-Luft sowie in der 27. BImSchV geregelt sind.
Bedeutsamste Auflage ist die Einhaltung einer Nachverbrennungstemperatur von mind. 850 °C bei einer Verweilzeit des Abgases in der Nachbrennkammer von mindestens zwei Sekunden.
Neben der EU-Verordnung 1069/2009 gelten für den Betrieb einschließlich Transport und Lagerung von Tieren das Tierische Nebenprodukte-Beseitigungsgesetz (TierNebG) sowie die Tiernebenprodukte-Verordnung Tierische Nebenprodukte-Beseitigungsverordnung (TierNebV), in welchen die Hygienevorschriften und deren Dokumentation detailliert geregelt sind. Die Einhaltung des Gesamtpakets resultiert in der Erteilung einer europäischen Zulassungsnummer für den Betrieb (DE xxxxx) sowie in einer regelmäßigen Überwachung durch die Veterinärbehörden. In jedem Bundesland oder Regierungsbezirk können standortabhängig weitere Beschränkungen, bzw. Auflagen erteilt werden.
Zudem werden Kleintierkrematorien je nach gesetzlicher Auslegung zusätzlich gemäß VDI-Richtlinie 3890, Langtitel: Emissionsminderung - Anlagen zur Heimtierkremation, Emission control - Pet cremation facilities, genehmigt, sofern die bescheiderstellende Behörde auf den aktuellen Stand der Technik der Kremationstechnologie besteht. Selbige Richtlinie wurde 2016 erlassen und beschreibt den aktuellen Stand der Technik von Heimtierkremationsanlagen, Möglichkeiten zum Vermeiden und Mindern von schädlichen Einwirkungen auf die Umwelt sowie sicherheitstechnische Gesichtspunkte. Zudem gibt sie konkrete messtechnische Anleitungen zur Ermittlung der empfohlenen Emissionswerte. Sie berücksichtigt neben den rein umweltschutztechnischen Anforderungen an Heimtierkremationsanlagen auch veterinärrechtliche Aspekte.
Die VDI-Richtlinie 3890 definiert die nachstehenden relevanten Emissionsparameter, deren definierte Grenzwerte in wiederkehrenden Messungen unterschritten werden müssen, um die verwendete Kremationstechnologie als „Stand der Technik“ deklarieren zu können:
- Kohlenmonoxid (CO) als Indikator für die Verbrennungsqualität
- Gesamtkohlenstoff (Gesamt-C) als Indikator für die Verbrennungsqualität
- Stäube als Träger von organischen und anorganischen Schadstoffen
- Schwefeloxide (SOx) als gasförmiger anorganischer Schadstoff
- Chlorwasserstoff (HCl) als gasförmiger anorganischer Schadstoff
- Fluorwasserstoff (HF) als gasförmiger anorganischer Schadstoff
- Stickstoffoxide (NOx)
- Dioxine/Furane (PCDD/ PCDF) als toxische Verbindungen erfordern besondere Aufmerksamkeit aufgrund ihrer Persistenz sowie ihrer kanzerogenen und mutagenen Wirkung[7]

Die geforderten Emissionsgrenzwerte werden diskontinuierlich als Halbstundenmittelwert, mit Ausnahme von Dioxinen und Furanen als 2-h-Mittelwert, mit einem Sauerstoffbezugswert von 11 % Volumenanteil in wiederkehrenden Messungen eruiert und können neben den dazu zwingend notwendigen Primärmaßen im Kremationsprozess (Trocknung, Entgasung, Vergasung, Verbrennung, Temperatur, Verweilzeit und Turbulenz) lediglich durch die Integration einer geeigneten sekundären Emissionsminderung gemäß VDI-Richtlinie 3890 im Sinne eines Festbettadsorbers oder Flugstromverfahrens erreicht werden. Beim Flugstromverfahren, das als zurzeit beste Variante der sekundären Emissionsminderung gilt, wird ein hochreaktives Adsorptionsmittel (Aktivkohle oder Mischungen mit Aktivkohle) dem Rohgasstrom dosiert zugegeben und mit diesem vermischt. Dies kann entweder durch das Eindüsen in Form einer Flugstaubwolke oder durch den Einbau eines statischen Mischers (Reaktors) erfolgen.

## Anlagentechnik

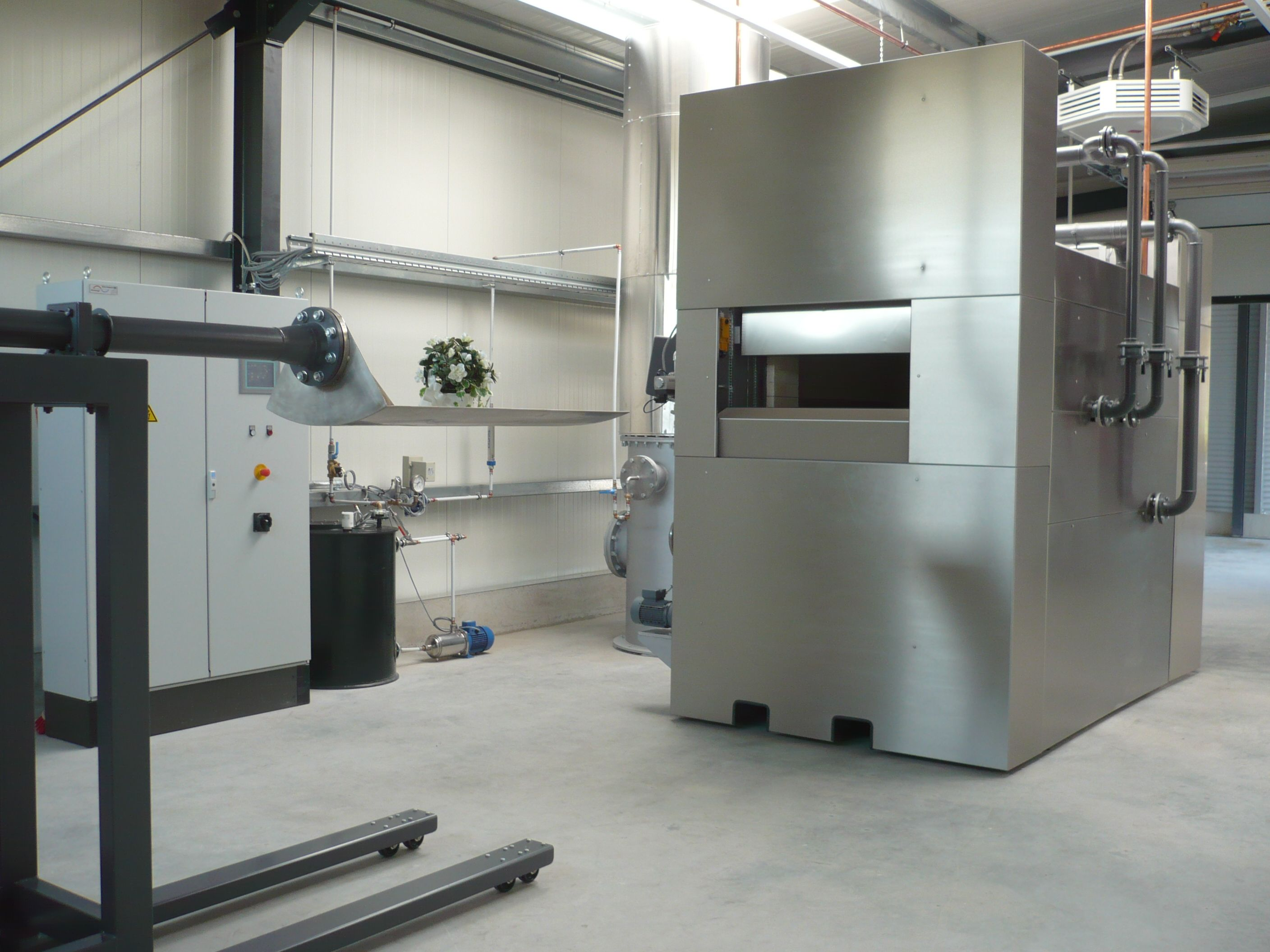
Ofenanlage (UTV-Flachbettofen)

Für den Kremationsofen gibt es in Deutschland ca. fünf Hersteller, die mit eigenen Ofenkonzepten am Markt tätig sind. Bewährt hat sich in der Vergangenheit ein Herd- oder Flachbettofen mit untergesetzter Nachbrennkammer. In der Hauptbrennkammer mit Flachboden, auch als Muffelofen bezeichnet, erfolgt die Einäscherung des Tieres, in der Nachbrennkammer wird das Rauchgas der Hauptbrennkammer unter optimalen Bedingungen bei über 850 °C und einer Verweilzeit von mindestens zwei Sekunden nachverbrannt, um die Reste von organischen Bestandteilen, Ruß oder Kohlenmonoxid zu zerstören.
Dazu sind die Haupt- und Nachbrennkammer jeweils mit einem Brenner ausgestattet, der über eine Temperaturregelung die gewünschte Temperatur sicherstellt. Üblicherweise wird Erdgas oder Flüssiggas eingesetzt. Elektroöfen sind seltener in Betrieb.
Dabei ergeben sich bei einem komplett mit feuerfesten Schamottesteinen ausgemauerten Flachbettofen Vorteile durch die horizontale Einfahrweise des Tieres (analog zu Kremationsöfen im Humanbereich). Da es keine Rostkonstruktion gibt, wird dem Einäscherungsprozess auf dem Herdboden gleichmäßig Wärme von allen Seiten zugeführt.
Während des Einäscherungsprozesses werden die Temperaturen in der Haupt- und Nachbrennkammer, der Ofenunterdruck sowie optional der Sauerstoffgehalt durch Sekundärluftzufuhr geregelt. Kremationsöfen ohne Abgasgebläse arbeiten mit dem Naturzug des Kamins.
Die Abgase aus dem Kremationsofen können noch zwischen 700 und 1100 °C heiß sein. Dementsprechend muss zunächst eine Abgaskühlung installiert werden, die entweder über eine Luftbeimischung, Wärmetauscher oder Verdampfungskühler erfolgt.
Je nach Anlagenkapazität schließt sich die erforderliche Abgasreinigung mit Staubabscheidung an. Die entscheidende Reduzierung von CO, organischen Anteilen, Restkohlenstoff ist bereits in der Nachbrennkammer unter Einhaltung der Mindesttemperatur und unter Sekundärluftzuführung erfolgt.

## Tierkrematorien in Deutschland
In Deutschland gibt es Kleintierkrematorien in folgenden Orten:
- Emern (Lüneburger Heide bei Uelzen)
- Bad Zwischenahn (Kreis Ammerland)
- Badbergen (Kreis Osnabrück)
- Bedburg (Rhein-Erft Kreis)
- Berlin-Pankow
- Darmstadt
- Dornheim (Ilm-Kreis/Thüringen)
- 88453 Erolzheim (Kreis Biberach) – relativ neu
- Falkenhagen (Kreis Prignitz)
- Gummersbach (Oberbergischer Kreis)
- Hanstedt (nähe Hamburg)
- Hermeskeil (Kreis Trier-Saarburg, Hunsrück)
- Hohenwestedt (Kreis Rendsburg, Eckernförde)
- Laudenbach (Rhein-Neckar Kreis)
- Lauf an der Pegnitz
- München (Riem)
- Oedheim (Kreis Heilbronn)
- Polch, Nähe Koblenz (Rheinland-Pfalz, Eifel)
- Ransbach-Baumbach
- Schramberg-Sulgen (Schwarzwald)
- Schwäbisch Hall
- Wesel (NRW)
- Willebadessen (Kreis Höxter) * Willich (Kreis Viersen)
- Waltrop (NRW)

Krematorien für Großtiere, kremieren typisch Equiden, also Pferd, Pony, Esel. Pferdekrematorien liegen in folgenden Orten:
- Schwäbisch Hall (Baden-Württemberg)
- Waldkraiburg (Bayern)
- Badbergen(Niedersachsen)
- Blender bei Verden (Niedersachsen)
- Waltrop (Nordrhein-Westfalen)

Die Kremierung von Pferden in Deutschland ist erst seit 2018 möglich oder erlaubt.
Weitere Tierkrematorien befinden sich zurzeit in Planung bzw. im Bau (z. B. in Usingen/Hochtaunuskreis sowie in Korb/Rems-Murr-Kreis).

## Tierkrematorien in Österreich
In Österreich gibt es an folgenden Orten Krematorien für Tiere:
- Wien (Wien)
- (in Bau: Baden (Niederösterreich): Aevum – auch für Großtiere – Stand November 2022: Eröffnung Frühjahr 2023 geplant[10])
- Pasching (Oberösterreich)
- Eugendorf (Salzburg)
- Oberperfuss (Tirol)
- Lebring (Steiermark)  seit 2002 – auch für Großtiere (bisher das einzige in Österreich)
- Gleisdorf (Steiermark): Aevum

Etwa in Gleisdorf und Lebring wird vom Kremationsunternehmen auch ein Tierfriedhof mit Bestattung angeboten. In Lebring sogar eine Bestattung von Tier und Mensch nebeneinander, diese Stätte wird Franziskus Urnenhain genannt.
Tierkrematorien werden in Österreich grundsätzlich gemäß Verordnung (EU) Nr. 1069/2009 bzw. Verordnung (EU) Nr. 142/2011 bzw. deren innerstaatliche Umsetzung als österreichische Tiermaterialien-Verordnung genehmigt. Aufgrund der föderalistischen Verwaltungsstruktur kann die bescheiderlassende Behörde jedes Bundeslandes jedoch gemäß § 71a GewO 1994 auf die Integration zusätzlicher Emissionsminderungsmaßnahmen auf Basis der VDI-Richtlinie 3890 bestehen, um die Qualität der zu errichtenden Kremationsanlage gemäß „Stand der Technik“ (beste verfügbare Techniken – BVT) zu erhöhen. Aktuell verfügt deshalb nur das Tierkrematorium in Oberperfuss, Tirol über ein Flugstromverfahren zur zusätzlichen Emissionsminderung.

## Tierkrematorien in der Schweiz
In der Schweiz gibt es an folgenden Orten Krematorien für Tiere:
- Dübendorf
- 3422 Kirchberg BE
- 8403 Küssnacht am Rigi
- 8630 Rüti: Dicentra
- Schafisheim
- Seon

(Stand November 2022, unvollständig)